# Liste der Monuments historiques in Le Plessis-Feu-Aussoux
Die Liste der Monuments historiques in Le Plessis-Feu-Aussoux führt die Monuments historiques in der französischen Gemeinde Le Plessis-Feu-Aussoux auf.

## Liste der Objekte
| Bezeichnung             | Beschreibung          | Standort                        | Kennzeichnung | Schutzstatus | Datum | Bild |
| ----------------------- | --------------------- | ------------------------------- | ------------- | ------------ | ----- | ---- |
| Retabel des Hauptaltars | Holz, 18. Jahrhundert | in der Kirche St-Nicolas (Lage) | PM77001351    | Classé       | 1980  |      |